# Giordano Roggero
Giordano Roggero (Ozzano Monferrato, 14 maggio 1909 – Casale Monferrato, 17 gennaio 1981) è stato un calciatore italiano, di ruolo terzino.

## Carriera
Giocò in Serie A con le maglie di Casale e Lazio.

## Palmarès
- Campionato italiano di Serie B: 1

Casale: 1929-1930